# Cordulegaster montandoni
Cordulegaster montandoni là loài chuồn chuồn trong họ Cordulegastridae. Loài này được St. Quentin mô tả khoa học đầu tiên năm 1971.